# Luca Bertini
Luca Bertini (... – Siena, 4 ottobre 1384) è stato un vescovo cattolico italiano.

## Biografia
Figlio di Ser Ghino Bertini, era eugubino di patria come riportato da Giovanni Antonio Pecci che nel suo libro “Storia del Vescovado della città di Siena” fa riferimento al Libro dei Consigli della Città di Gubbio dove, parlando del fratello Francesco, chiaramente si legge: “Franciscus quondam Ser Ghini Medicus de Egubio, Luca Senensis Episcopi Frater” (traduzione in italiano: Francesco figlio del fu Ser Ghino medico di Gubbio, fratello di Luca vescovo di Siena). Molti altri scrittori lo asseriscono senese di patria, probabilmente per il suo lungo periodo di residenza nella città di Siena dove fu Priore della Canonica di San Martino e per il fatto che era imparentato con molte famiglie senesi (forse perché di madre senese).
Nel 1371 dopo la morte del vescovo Iacopo Malavolti, visto che in città correva voce che il papa volesse nominare un vescovo straniero, la Repubblica di Siena raccomandò Luca Bertini, che al tempo era Canonico Regolare di Sant’Agostino presso la chiesa di San Martino, e lo inviò in Francia in qualità di ambasciatore perché supplicasse papa Gregorio XI di voler dare l’incarico ad un prelato senese. Arrivò però ad Avignone quando il papa aveva già eletto fra Guglielmo Vasco già vescovo di Comacchio dell’ordine frati minori francescani. Non potendo tornare su una decisione già presa, il pontefice nominò il Bertini nuovo vescovo di Narni, sede che allora risultava vacante.
Nel 1377 Gregorio XI, che nel gennaio dello stesso anno aveva riportato la sede papale a Roma ponendo fine alla Cattività avignonese, decise di trasferire il vescovo Vasco nella diocesi di Larino (l’attuale città ungherese di Győr) ed inviò Luca Bertini come suo successore promuovendolo vescovo di Siena.
L’8 giugno 1377 prese possesso della nuova diocesi per mezzo di suo fratello Francesco che venne nominato all’uopo suo procuratore. Fece il suo ingresso solenne in città solamente l’anno successivo, il 21 settembre 1378. Resse la diocesi per sette anni. Dopo la morte di Gregorio XI, durante lo scisma, mantenne fedele Siena a papa Urbano VI legittimamente eletto. Indisse un Sinodo diocesano, di cui abbiamo notizia in una lettera di santa Caterina da Siena, per moderare nella sua chiesa il lusso, le pompe eccessive e la vanità degli ecclesiastici correggendone i costumi. Per tutto questo viene lodato da Ferdinando Ughelli come uomo pio, dotto e zelante pastore della sua chiesa.
Morì il 4 ottobre 1384 e fu sepolto nella Cattedrale di Siena.